# Winderij
De winderij is een onderdeel van een zaagmolen en zit op of onder de raamzolder. Met de winderij worden de boomstammen uit het water via een sleephelling naar binnen getrokken of zoals bij een paltrokmolen via de kraan eerst uit het water omhoog en daarna op de zaagslee getrokken. Ook wordt hiermee na het zagen de zaagslee teruggetrokken.
Met het krabbelrad wordt de winderij via de zaagramen aangedreven. Het krabbelrad zit vast aan een trommel en wordt door de haalder (krabbelaar) vooruitgetrokken. De haalder wordt aangedreven via de harremaaier die op het draaihoofd van het zaagraam ligt. De keerhouder (pal) zorgt ervoor dat het krabbelrad niet terug kan lopen.

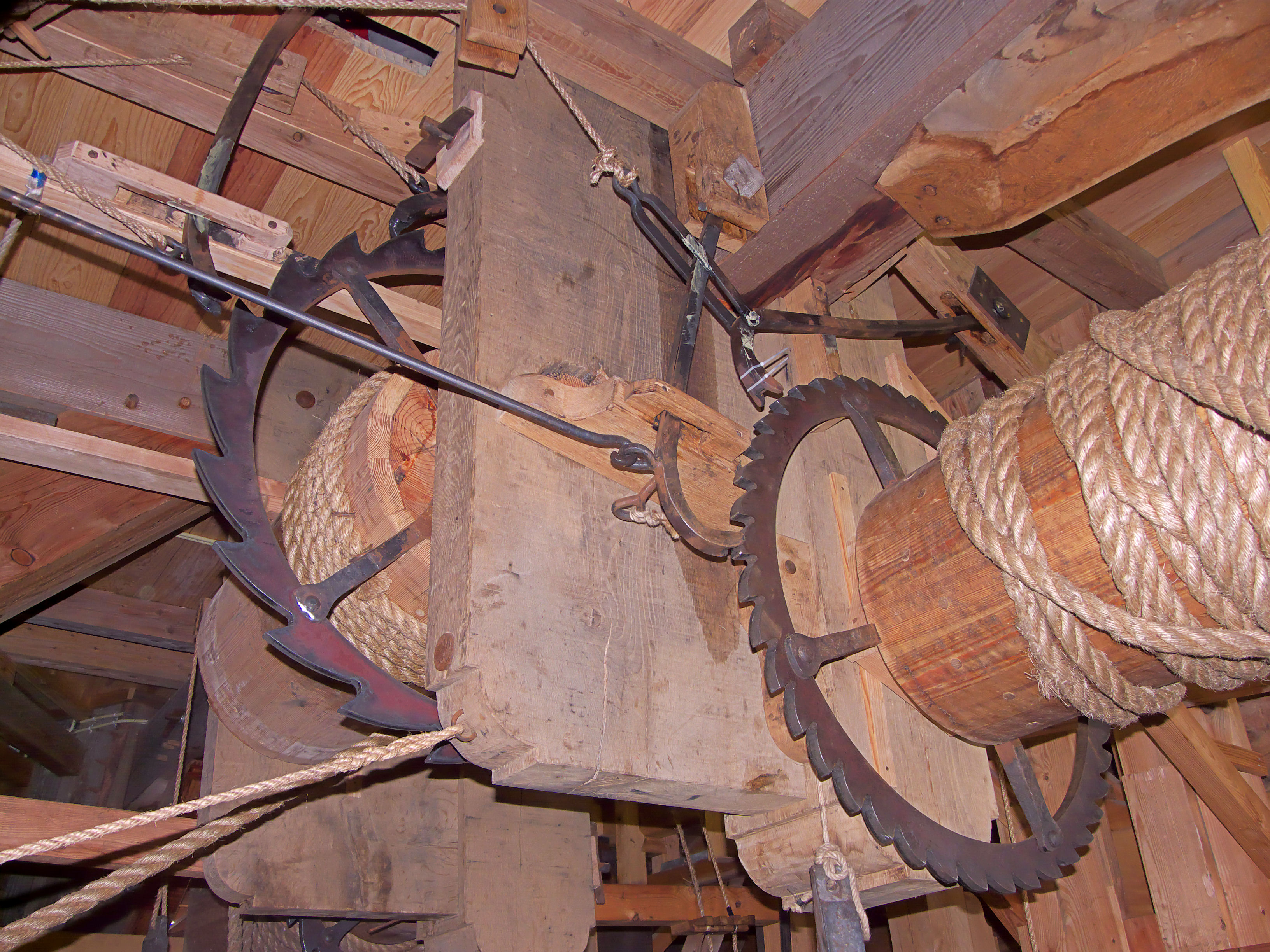
Winderij met krabbelrad van Het Jonge Schaap. Bij de rechtse trommel is de bovenste haak de haalder.
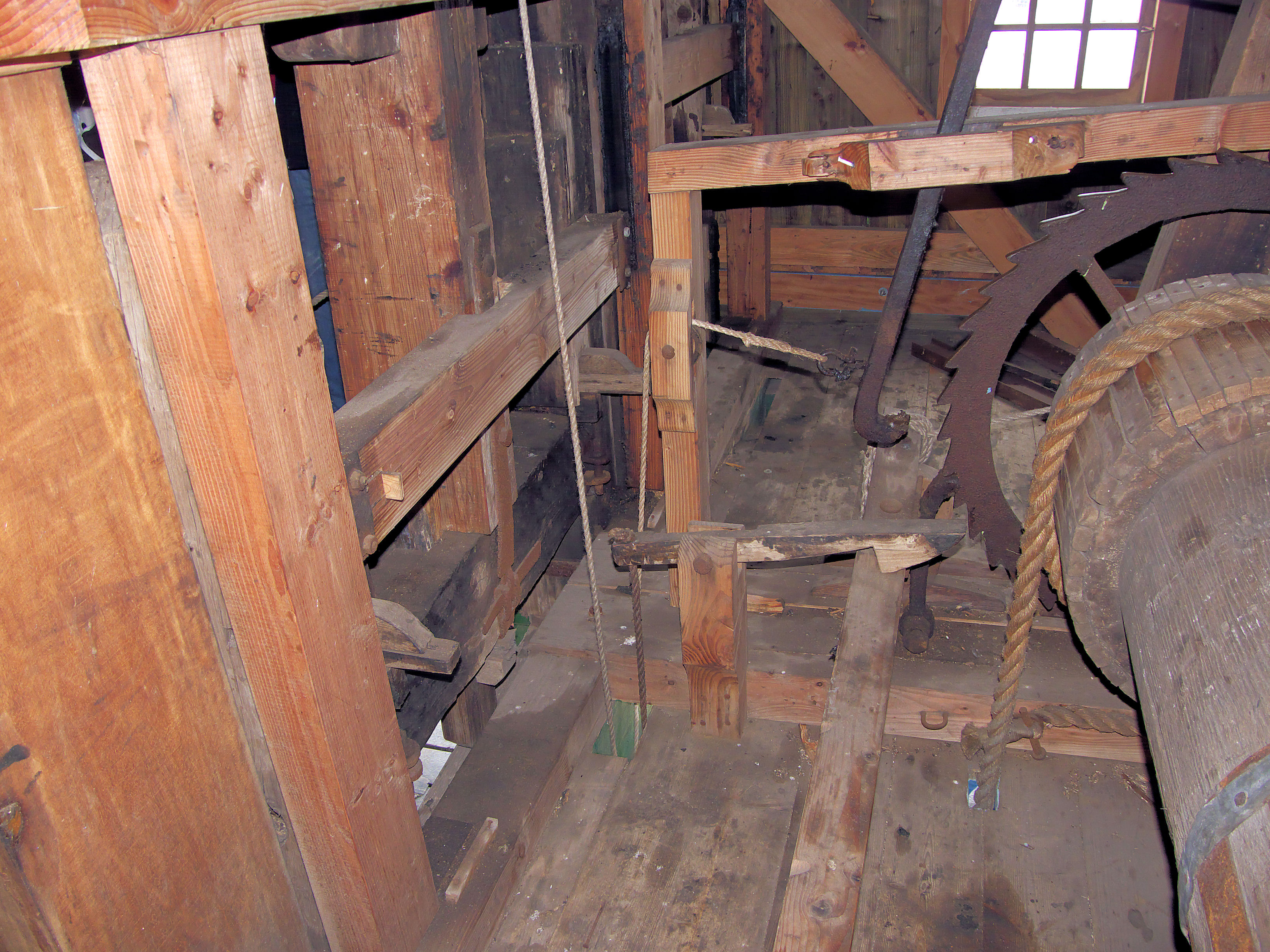
Winderij van De Gekroonde Poelenburg
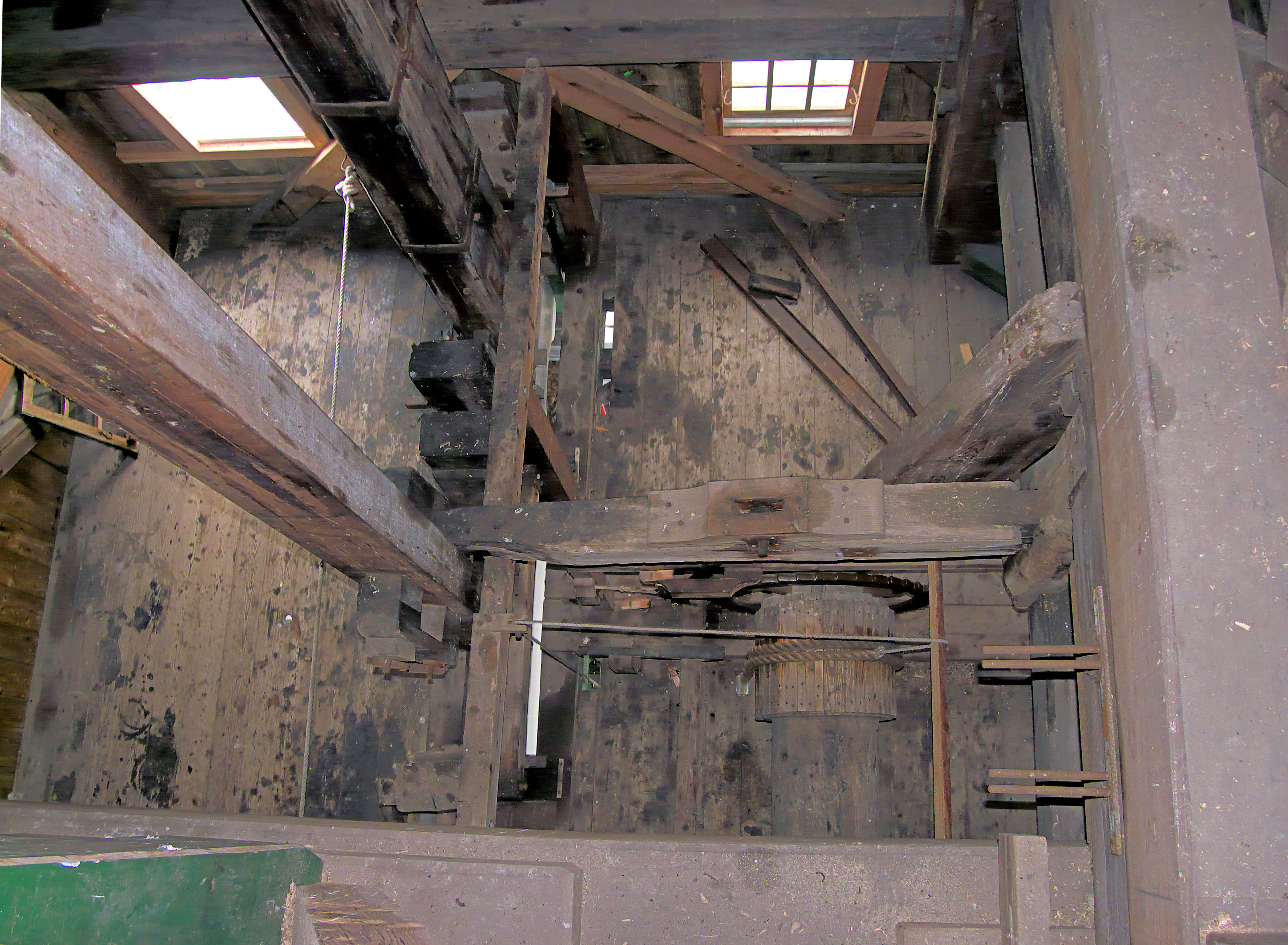
Winderij van De Gekroonde Poelenburg met links de wuifelaar
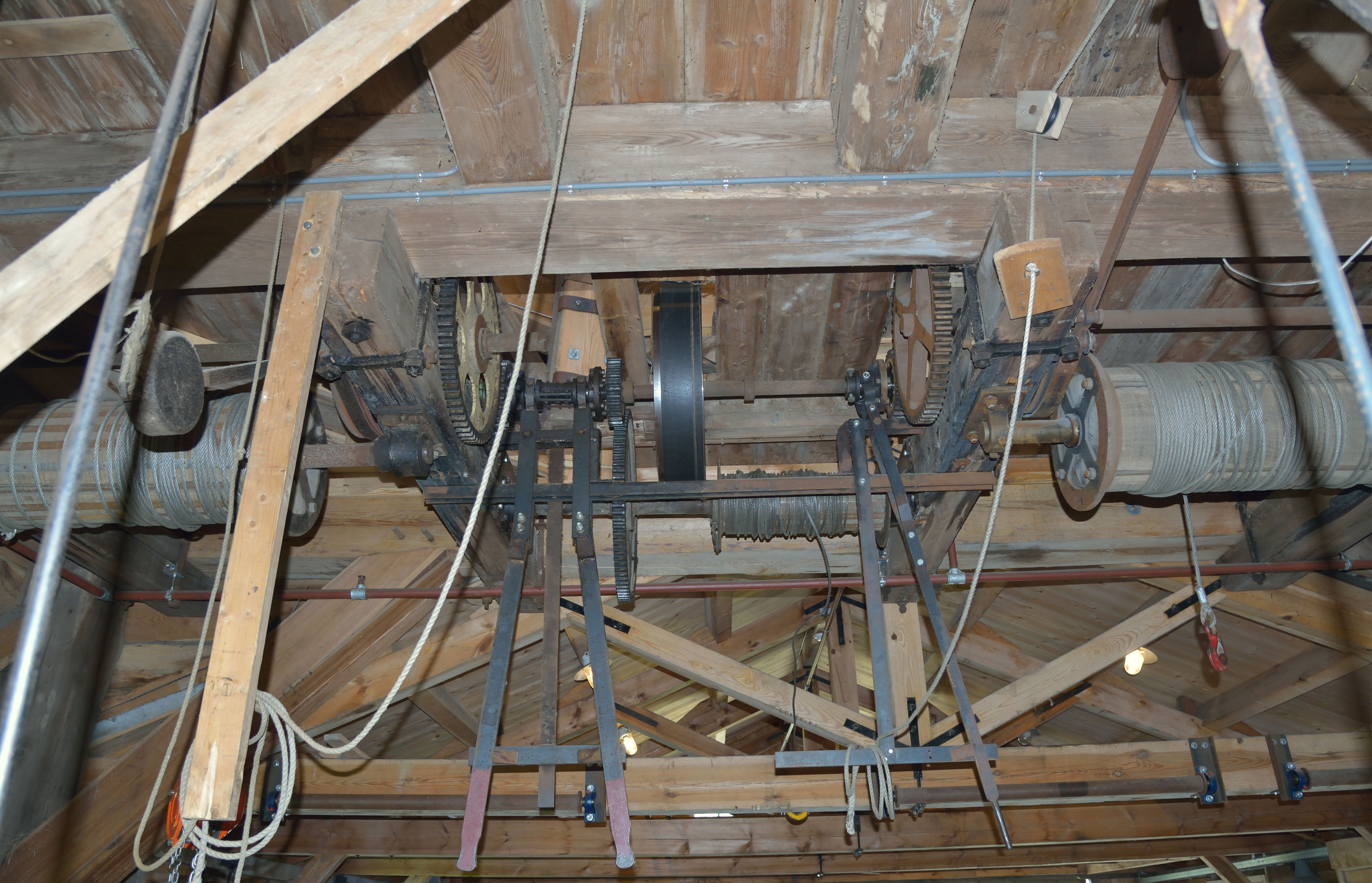
Winderij van de bolwerksmolen